# Дедінки
Дедінки (словац. Dedinky) — село в окрузі Рожнява Кошицького краю Словаччини, історична область Гемера. Площа села 3,64 км². Станом на 31 грудня 2016 року в селі проживало 257 жителів.

## Географія
Протікає річка Гнилець; на ній облаштовано водосховище Палцманська-Маша; неподалік знаходиться Зеймарська ущелина.

## Історія
Перші згадки про село датуються 1380 роком.

## Населення
| Рік:            | 1994. | 2004.    | 2014.   | 2024.    |
| --------------- | ----- | -------- | ------- | -------- |
| Кількість осіб: | 432   | 303      | 279     | 224      |
| Різниця:        |       | -29,86 % | -7,92 % | -19,71 % |

| Рік:            | 2023. | 2024.   |
| --------------- | ----- | ------- |
| Кількість осіб: | 225   | 224     |
| Різниця:        |       | -0,44 % |